# Lino Cappiello
Lino Cappiello OFM, właśc. Vincenzo Cappiello (ur. 1 stycznia 1919 w Meta di Sorrento, zm. 27 kwietnia 1971 w Jerozolimie) – włoski franciszkanin, kapłan, prawnik, Kustosz Ziemi Świętej w latach 1962-1968.

## Życiorys
Vincenzo Cappiello urodził się 1 stycznia 1919 w Meta koło Neapolu. Uczęszczał do Kolegium Serafickiego św. Klary w Neapolu. W 1932 wypłynął do Palestyny. Naukę na poziomie gimnazjalnym ukończył w 1935 w kolegium franciszkańskim w Emmaus-El Qubeibeh. Następnie odbył nowicjat w klasztorze Kustodii Ziemi Świętej w Nazarecie, przyjmując imię Lino. Pierwszą profesję zakonną złożył 15 września 1936. Studia filozoficzno-teologiczne odbył w Betlejem i Emaus-El Qubeibeh, w którym internowano franciszkanów włoskich w czasie II wojny światowej. Święcenia kapłańskie przyjął z rąk łacińskiego patriarchy Luigiego Barlassiny 6 stycznia 1944 w Konkatedrze Najświętszego Imienia Jezus w Jerozolimie.
Następnie studiował na Katolickim Uniwersytecie Ameryki w Waszyngtonie. W 1951 obronił pracę doktorską z prawa kanonicznego. W latach 1951–1956 o. Cappiello pracował w wikariacie apostolskim w Aleksandrii w Egipcie. W latach 1956–1962 był przełożonym i proboszczem w Al-Ma’adi.
Cappiello został wybrany Kustoszem Ziemi Świętej 29 maja 1962. Oficjalny ingres do Bazyliki Bożego Grobu miał miejsce 14 czerwca 1962. Mandat kustosza wygasł 17 sierpnia 1968. Jego następcą mianowany został kolejny Włoch Alfonso Calabrese. O. Cappiello skierowany został do Rzymu. W 1968 był członkiem komisji przygotowującej nowe Konstytucje Generalne Zakonu Braci Mniejszych. Po powrocie do Izraela mieszkał w Terra Sancta College na Nowym Mieście w Jerozolimie. Miał objąć urząd dyrektora Christian information Centre. Zmarł w Jerozolimie 27 kwietnia 1971. Pierwotnie został pochowany na cmentarzu zakonnym na chrześcijańskim Syjonie w Starej Jerozolimie. W 1989 ciało zostało przewiezione do Meta di Sorrento.